# 纹背啄木鸟
纹背啄木鸟（学名：Picoides scalaris）是北美洲的一种啄木鸟。

## 分布和栖息地
纹背啄木鸟在灌木林区和灌木丛中极为常见，分布非常广泛，在美国西南部（北至内华达州最南端和科羅拉多州最东南端）、墨西哥大部分地区、中美洲地区南至尼加拉瓜全年都可见到。

## 特征
小型啄木鸟，体长16.5－19厘米（6½－7½英寸），体色主要为黑色和白色，背部和翅膀上的羽毛有黑白相间的梯级状条纹，尾羽下侧为白色，上有黑色斑点，胸部和腹两侧为奶白色，上有黑色小斑点。南部种群的胸部为暗黄色，喙明显更为细小。成年雄鸟具红棕色顶冠，雌鸟和幼鸟没有。

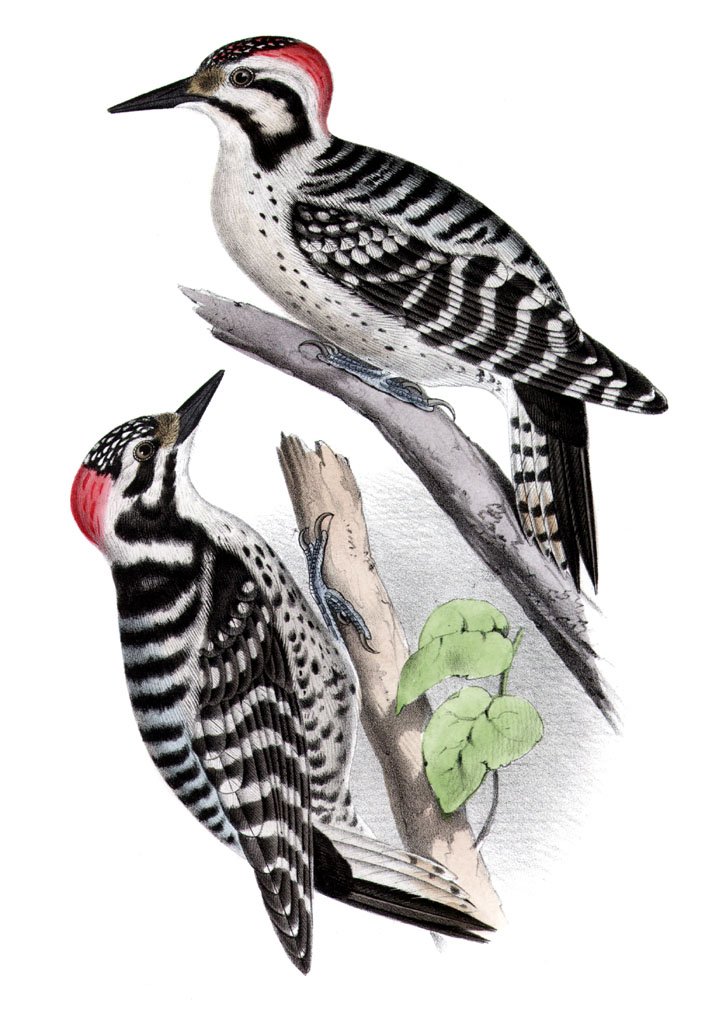
纹背啄木鸟（上）和加州啄木鸟（下）比较

## 习性
它们生活在树干上凿出的树洞中，而在气候干燥的地区会选择大型仙人掌凿洞生活。雌鸟一次会产下2－7枚卵，卵为纯白色。卵由双亲孵化，但筑巢所需时间和其他方面的资料仍未知。
它们与大部分啄木鸟一样用其凿子般的喙在树干上凿洞，觅食昆虫和其幼虫，但它们也会食用仙人掌的果实。

## 相似种
纹背啄木鸟与加州啄木鸟外观很相似，但头部和上背部羽毛的黑色较少，且它们的分布区仅在加利福尼亚州南部和下加利福尼亞州北部有很小的重叠。二者也有杂交种存在。